# Thomas Bastellica
Thomas Bastelica (né le 20 mars 1984) est un joueur français de rugby à XV évoluant au poste de centre (1,75 m pour 85 kg).

## Carrière de joueur

### Clubs successifs
- Peyriac-de-Mer (ESP)
- 2004-2005 : RC Narbonne
- 2005-2006 : Montauban TG XV
- 2006-2007 : USA Limoges
- 2007-2008 : Union Bordeaux Bègles
- 2008-2012 : FC Auch
- 2012-2017 : Stade langonnais

## Sélection nationale
- International -17 et -18 ans

## Palmarès
- Champion de France PRO D2 en 2006 avec le MTG XV